# Monticelli d’Ongina
Monticelli d’Ongina ist eine italienische Gemeinde (comune) mit 5170 Einwohnern (Stand 31. Dezember 2023) in der Provinz Piacenza in der Emilia-Romagna. Die Gemeinde liegt etwa 18 Kilometer ostnordöstlich von Piacenza und etwa 9 Kilometer südwestlich von Cremona am Po. Monticelli d’Ongina grenzt unmittelbar an die Provinz Cremona.

## Wirtschaft und Verkehr
Bekannt wurde die Gemeinde durch den Anbau von Knoblauch. Im Gebiet liegt das Wasserkraftwerk Isola Serafini.
Im Gemeindegebiet liegt das Autobahndreieck der Autostrada A21 für die Fahrtrichtungen Cremona, Piacenza, sowie zur Autostrada A1 Richtung Bologna und Rom.

## Persönlichkeiten
- Amilcare Zanella (1873–1949), Pianist und Komponist